# Ибарет
Ибаре́т (фр. Hibarette, окс. Hibarèta) — коммуна во Франции, находится в регионе Юг — Пиренеи. Департамент — Верхние Пиренеи. Входит в состав кантона Осён. Округ коммуны — Тарб.
Код INSEE коммуны — 65220.

## География
Коммуна расположена приблизительно в 660 км к югу от Парижа, в 125 км юго-западнее Тулузы, в 8 км к юго-западу от Тарба.
По территории коммуны протекает река Эшес.

## Климат
Климат умеренно-океанический с солнечной тёплой погодой и обильными осадками на протяжении практически всего года.

## Население
Население коммуны на 2010 год составляло 233 человека.
| 1962 | 1968 | 1975 | 1982 | 1990 | 1999 | 2010 |
| ---- | ---- | ---- | ---- | ---- | ---- | ---- |
| 133  | 121  | 124  | 157  | 164  | 187  | 233  |

## Администрация
| Период | Период | Фамилия    | Партия | Примечания |
| ------ | ------ | ---------- | ------ | ---------- |
| 2007   | 2020   | Дени Депон |        |            |

## Экономика
В 2010 году среди 140 человек трудоспособного возраста (15-64 лет) 118 были экономически активными, 22 — неактивными (показатель активности — 84,3 %, в 1999 году было 72,8 %). Из 118 активных жителей работали 105 человек (58 мужчин и 47 женщин), безработных было 13 (4 мужчины и 9 женщин). Среди 22 неактивных 9 человек были учениками или студентами, 6 — пенсионерами, 7 были неактивными по другим причинам.

## Фотогалерея

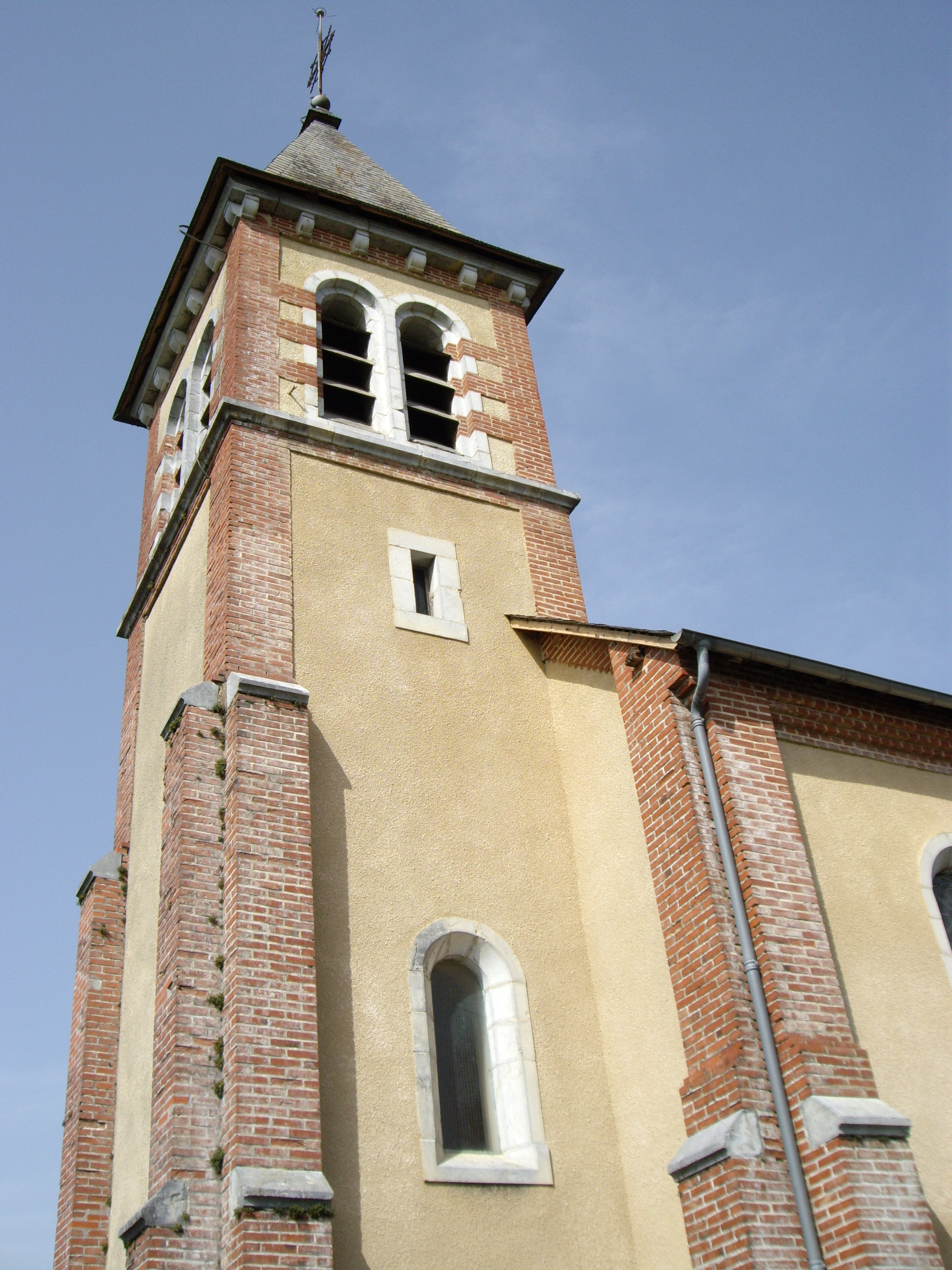
Церковь Св. Стефана
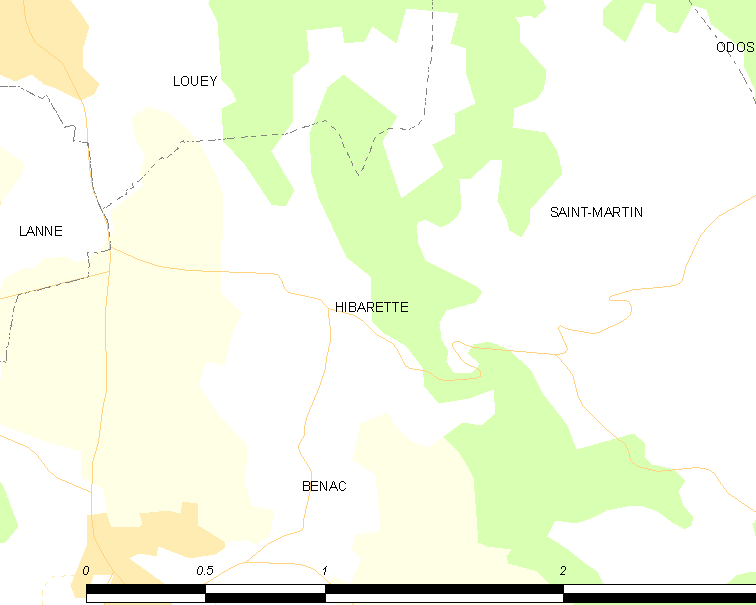
Карта коммуны